# Ballad of a Teenage Queen
Singles de Johnny Cash
Home of the Blues
(1957) Guess Things Happen That Way
(1958)
Ballad of a Teenage Queen est une chanson écrite par Jack Clement et originellement enregistrée par le chanteur américain Johnny Cash.
La chanson est sortie en single, avec Big River sur la face B, chez Sun Records le 10 février 1958 (Sun 283),,. Le single a passé plusieurs semaines à la 1re place du classement country « C&W Best Sellers in Stores » du magazine musical Billboard,,,. La chanson Ballad of a Teenage Queen a également atteint la 1re place du classement « Most Played C&W by Jockeys » de Billboard, tandis que Big River a atteint la 4e place,.
Selon le Billboard Book of Top 40 Hits de Joel Whitburn, la chanson Ballad of a Teenage Queen est aussi atteint la 16e place du Billboard Top 100.
Cette chanson sera aussi incluse dans le deuxième album studio de Johnny Cash, Johnny Cash Sings the Songs That Made Him Famous, qui sortira chez Sun Records en novembre de la même année (1958).